# Heterolophus guttiger
Espèce
Heterolophus guttiger est une espèce de pseudoscorpions de la famille des Tridenchthoniidae.

## Distribution
Cette espèce se rencontre au Brésil et en Argentine.

## Publication originale
- Tömösváry, 1884 : Adatok az álskorpiók ismeretéhez (Data ad cognitionem Pseudoscorpionum). Természetrajzi Füzetek, vol. 8, p. 16-27.